# Lauritz Christiansen (sejlsportsmand)
 For alternative betydninger, se Lauritz Christiansen. (Se også artikler, som begynder med Lauritz Christiansen)
Lauritz Christian Christiansen (født 10. december 1867 i Bergen, død 9. december 1930 smst) var en norsk sejler, som deltog i OL 1920 i Antwerpen.
Ved OL 1920 deltog Christiansen i 12-meter klassen (1907 regel) i båden Atlanta, og da denne båd var eneste deltager, var guldmedaljen sikker, da båden gennemførte de tre sejladser. Henrik Østervold, Jan Østervold, Ole Østervold, Kristian Østervold, Hans Stoermann-Næss, Halvor Møgster, Rasmus Birkeland og Halvor Olai Birkeland udgjorde bådens øvrige besætning.